# Nicholas Farrell
Nicholas Frost, meglio noto come Nicholas Farrell (Brentwood, 1º  gennaio 1955), è un attore britannico.

## Carriera
Ha studiato recitazione presso la Fryerns Grammar e Technical School di Basildon e l'Università di Nottingham e la Bristol Old Vic Theatre School.
Il primo ruolo cinematografico arriva con il personaggio di Aubrey Montague in Momenti di gloria (1981), per la regia di Hugh Hudson, che tre anni dopo lo dirige in un piccolo ruolo in Greystoke - La leggenda di Tarzan, il signore delle scimmie (1984). Dopo vari impegni teatrali e televisivi, tra i quali varie miniserie della BBC, torna sul grande schermo in varie trasposizioni di opere shakespeariane, tra le quali Hamlet (1996) di Kenneth Branagh.
Nel nuovo millennio continua a dividersi tra saltuari piccoli ruoli cinematografici e più frequenti partecipazioni a produzioni televisive e teatrali, soprattutto in Gran Bretagna.
È sposato dal 2005 con l'attrice scozzese Stella Gonet.

## Filmografia parziale

### Cinema
- Momenti di gloria (Chariots of Fire), regia di Hugh Hudson (1981)
- Greystoke - La leggenda di Tarzan, il signore delle scimmie (Greystoke: The Legend of Tarzan, Lord of the Apes), regia di Hugh Hudson (1984)
- Nel bel mezzo di un gelido inverno (In the Bleak Midwinter), regia di Kenneth Branagh (1995)
- Othello, regia di Oliver Parker (1995)
- La 12ª notte (Twelfth Night: Or What You Will), regia di Trevor Nunn (1996)
- Hamlet, regia di Kenneth Branagh (1996)
- The Legionary - Fuga all'inferno (Legionnaire), regia di Peter MacDonald (1998)
- Pearl Harbor, regia di Michael Bay (2001)
- Charlotte Gray, regia di Gillian Armstrong (2001)
- Bloody Sunday, regia di Paul Greengrass (2002)
- The third wave - La terza onda (Den tredje vågen), regia di Anders Nilsson (2003)
- In viaggio con Evie (Driving Lessons), regia di Jeremy Brock (2006)
- Amazing Grace, regia di Michael Apted (2006)
- The Iron Lady, regia di Phyllida Lloyd (2011)
- L'estate all'improvviso (Summer in February), regia di Christopher Menaul (2013)
- Grace di Monaco (Grace of Monaco), regia di Olivier Dahan (2014)
- Mortdecai, regia di David Koepp (2015)
- Mindhorn, regia di Sean Foley (2016)
- Altamira, regia di Hugh Hudson (2016)
- Dream Horse, regia di Euros Lyn (2020)
- Madame Clicquot (Widow Clicquot), regia di Thomas Napper (2023)

### Televisione
- L'ispettore Barnaby (Midsomer Murders) – serie TV, episodi 2x02-20x03 (1999-2018)
- Poirot (Agatha Christie's Poirot) – serie TV, episodio 10x01 (2005)
- Rebus – serie TV, episodio 4x04 (2007)
- Torchwood – serie TV, 5 episodi (2009)
- Jo – serie TV, episodio 1x08 (2013)
- L'amore e la vita - Call the Midwife (Call the Midwife) – serie TV, episodio 4x02 (2015)
- Padre Brown (Father Brown) – serie TV, episodio 3x02 (2015)
- Will – serie TV, 5 episodi (2017)
- The Crown – serie TV, episodio 4x08 (2020)
- White House Farm, regia di Paul Whittington – miniserie TV, 3 puntate (2020)
- The Nevers – serie TV, 3 episodi (2021-2023)
- Gentleman Jack - Nessuna mi ha mai detto di no (Gentleman Jack) – serie TV, 4 episodi (2022)
- Bodies, regia di Marco Kreuzpaintner e Haolu Wang – miniserie TV, 6 puntate (2023)
- Il giovane ispettore Morse (Endeavour) – serie TV, episodio 9x01 (2023)
- Un inganno di troppo (Fool Me Once), regia di David Moore e Nimer Rashed – miniserie TV, puntata 5 (2024)
- Signora Volpe - serie TV, episodi 2x02-2x03 (2024)
- Il conte di Montecristo (Le Comte de Monte-Cristo), regia di Bille August – miniserie TV, 3 puntate (2025)

## Doppiatori italiani
Nelle versioni in italiano delle opere in cui ha recitato, Nicholas Farrell è stato doppiato da:
- Luca Biagini in Grace di Monaco, L'amore e la vita - Call the Midwife, Bodies
- Gianni Giuliano in Gentleman Jack - Nessuna mi ha mai detto di no, Un inganno di troppo, Il conte di Montecristo
- Angelo Maggi in Othello
- Edoardo Siravo in Hamlet
- Saverio Moriones in The Legionary - Fuga all'inferno
- Dario Penne in The Iron Lady
- Giorgio Melazzi in The Crown